# Eucalyptus cinerea
Eucalyptus cinerea, eucalipto plateado, manzano de Argyle o corteza fibrosa harinosa, es una especie de eucalipto perteneciente a la familia de las mirtáceas. En México es conocido como eucalipto dólar, mientras que en Argentina se lo suele conocer como eucalipto medicinal.

## Descripción

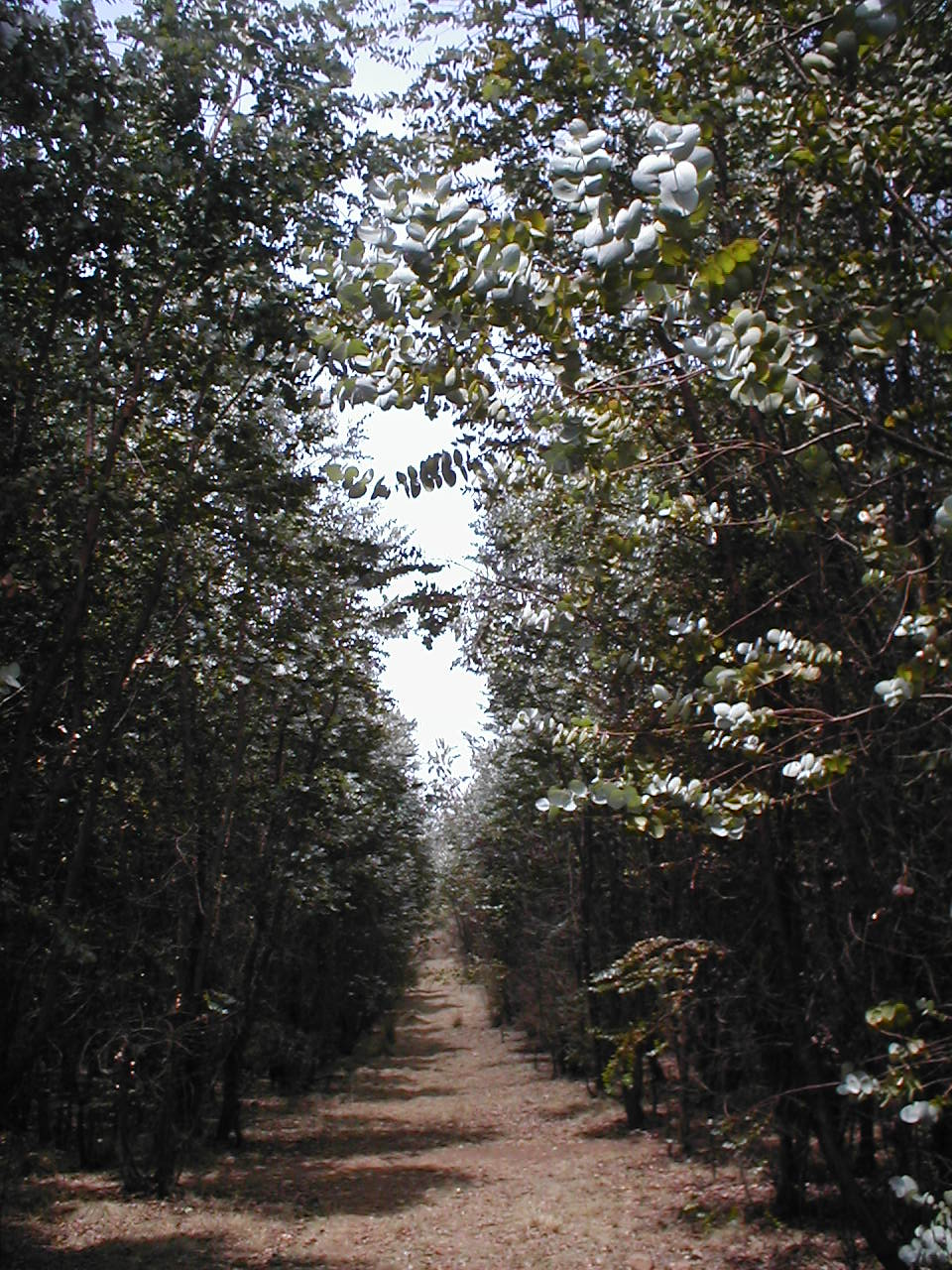
Bosque de Eucalyptus cinerea, Edo. de México

Es un árbol mediano a grande, con la corteza áspera, ancha, fibrosa, longitudinalmente surcada, café rojizo a café-gris; persistente en 
el tronco, y ramas más largas. 
Los árboles usualmente maduran pronto, pero en la fase juvenil con frecuencia producen hojas intermedias y adultas que son pedunculadas, ampliamente lanceoladas de 11 × 2 cm, con color rosas, azul grisáceas y glaucas.
Las flores, blancas, aparecen desde mediados de primavera hasta inicios de verano.

## Distribución
La distribución es típicamente desde el norte de Bathurst (33° S), en el oeste central de Nueva Gales del Sur, hasta el área de Beechworth (36° S) de Victoria.

## Taxonomía
Eucalyptus cinerea fue descrita por F.Muell. ex Benth. y publicado en Flora Australiensis: a description . . . 3: 239. 1867.
Etimología
Eucalyptus: nombre genérico que proviene del griego antiguo: eû = "bien, justamente" y kalyptós = "cubierto, que recubre". En Eucalyptus L'Hér., los pétalos, soldados entre sí y a veces también con los sépalos, forman parte del opérculo, perfectamente ajustado al hipanto, que se desprende a la hora de la floración.
cinerea: epíteto latíno que significa "de color gris ceniza".
Variedades y Sinonimia
subsp. cinerea.
- Eucalyptus pulverulenta var. lanceolata A.W.Howitt, Rep. Meetings Australas. Assoc. Advancem. Sci. 7: 518 (1898).
- Eucalyptus stuartiana var. cordata R.T.Baker & H.G.Sm., Res. Eucalypts: 105 (1902), nom. illeg.

subsp. triplex (L.A.S.Johnson & K.D.Hill) Brooker, Slee & J.D.Briggs, Austral. Syst. Bot. 8: 507 (1995).
- Eucalyptus triplex L.A.S.Johnson & K.D.Hill, Telopea 4: 61 (1990).[5]